# Município de Union (condado de Rutherford, Carolina do Norte)
Localização da Carolina do Norte nos E.U.A.
O município de Union (em inglês: Union Township) é um localização localizado no  condado de Rutherford no estado estadounidense da Carolina do Norte. No ano 2010 tinha uma população de 1.824 habitantes.

## Geografia
O município de Union encontra-se localizado nas coordenadas 35° 17′ 45,43″ N, 81° 58′ 59,39″ O.